# 1992年バルセロナオリンピックのスイス選手団
1992年バルセロナオリンピックのスイス選手団（1992ねんバルセロナオリンピックのスイスせんしゅだん）は、1992年7月25日から8月9日にかけてスイスのカタルーニャ州バルセロナで開催された1992年バルセロナオリンピックのスイス選手団、およびその競技結果。

## 概要
今大会は金メダル1個を獲得した。

## メダル
| メダル | 選手名       | 競技   | 種目           |
| ------ | ------------ | ------ | -------------- |
| 金     | マルク・ロセ | テニス | 男子シングルス |